# 黃台仰

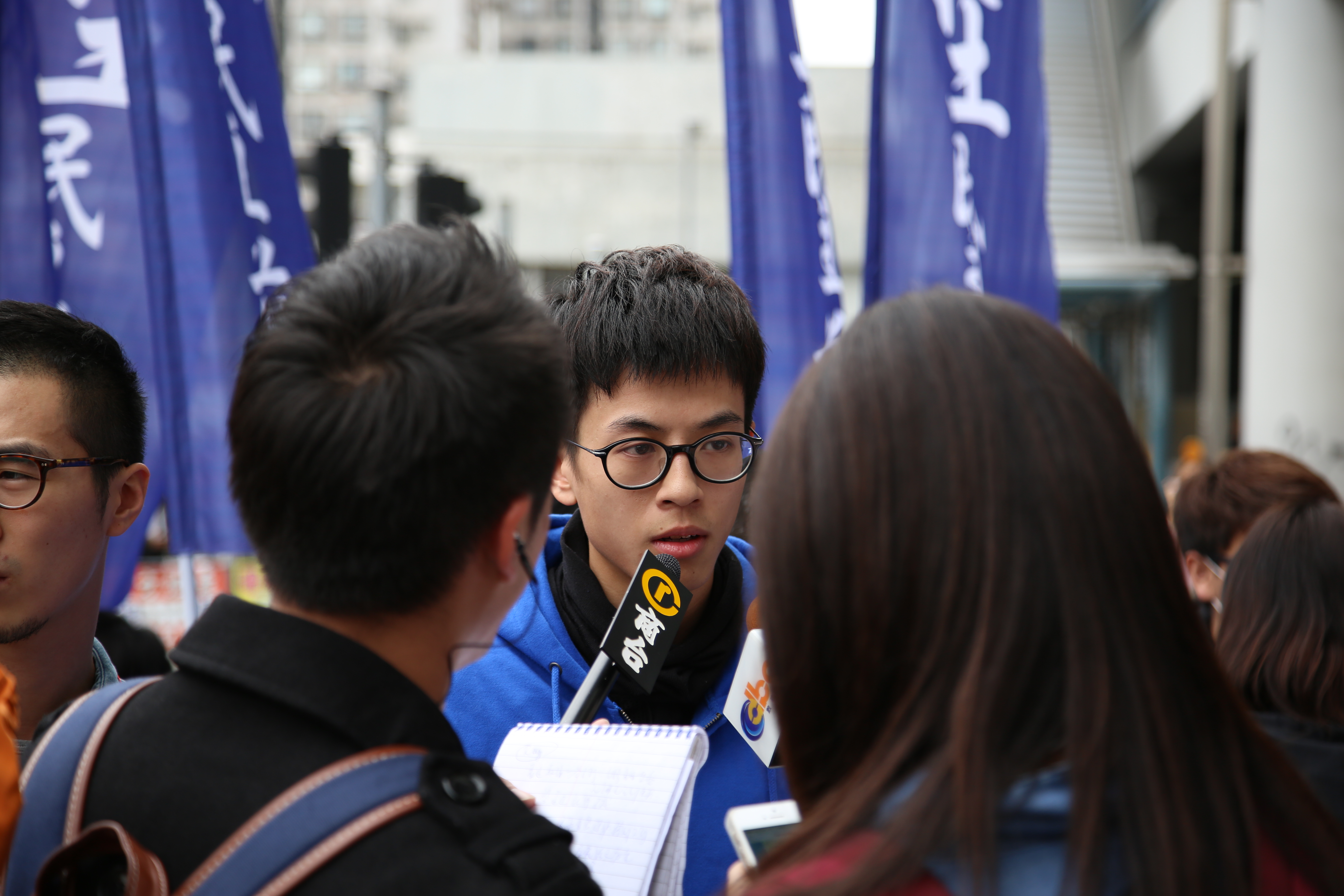
黃台仰が2015年光復元朗活動中に記者インタービューの写真

黃台仰（こうたいこう 日本漢字:黄台仰 ドイツ語: Ray Wong Toi-yeung、1993年9月15日 - ）は、香港本土派の人物で、本土民主前線の召集人であり、ネットメディア媒体あるChannel iの創設者。 香港の鄧肇堅維多利亜官立中学と明愛白英奇専業学校で学んだ。
黃台仰は、香港の香港本土運動や2016年旺角事件のリーダーの一人でした。2017年11月、黃台仰は、裁判待ちの保釈中に警察署への出頭を怠ったため、裁判所から逮捕状を発行され、警察の指名手配となっている。 その後、ドイツに亡命し、2019年5月に政治亡命が認められた。2020年7月、黃台仰は香港の国家安全法違反の疑いで香港警察に指名手配された。

## 政治理念
香港の民族自決と香港独立を主張した黃台仰は、「雨傘運動」が失敗した後、「以武制暴(暴力には力で対抗)」という抗爭手法を主張。ドイツの政治亡命を許可された後、AFPのインタビューで、当面は香港の独立を主張しない、より重要なのは香港人アイデンティティの確立だと考えていると語った。

## 経歴

### 本土民主前線の成立
黃台仰は2014年の雨傘運動の際、占領残留派のグループに属し、本土民主前線を組織した。 同年8月には、イギリスのオックスフォード大学の生涯教育部の2年制哲学証書課程に合格した。 雨傘革命の失敗を踏まえ、黃台仰は2015年1月に本土民主前線を創立。 黃台仰は、雨傘運動で提唱された「和平、理性、非暴力」では、香港政府や北京政府に政治改革の姿勢をもたせることはできないと考えた。また、雨傘運動中の香港警察の対応にも不満があり、「以武制暴」の本土民主前線を設立した。
黃台仰は、水貨客を取り締まる香港政府の力が弱いことを理由に、「光復運動」を組織し、2015年1月24日に光復上水、2015年2月8日に光復屯門、2015年3月1日に光復元朗を組織し、その地域の人に参加を呼びかけてきた。2014年11月30日、彼は 改造エアガンや木製シールド製造で香港警察に5回逮捕されている。2014年12月25日には、「違法集会を組織」。2015年2月1日、「警察を侮辱する罪」を設けることに反対したため「妨害公務」。2015年2月15日、「光復沙田」の朝、警察に逮捕された。2015年9月8日、一般市民が自主的に光復上水を行ったので「警察を暴行した」と逮捕された。

### 光復屯門
2015年2月8日、本土民主前線、熱血公民、勇武前線等は、光復屯門運動を開催し、水貨客が人々の生活に影響を与えていることに抗議し、香港・マカオの複数回入場可能な個人訪問制度（IVS）の廃止を求めた。 黃台仰はデモ行進が解散した後も、本土民主前線や他の団体のメンバーと一緒にショッピングモールに入り、水貨客業者に打撃を与えようとした。 その後、警察は彼らを力づくで追い払い、ショッピングモール内での警察との衝突が起きた。 黃台仰はこの事件で2月15日に逮捕された。

### 反三非、衛本土大遊行
本土民主前線と青年新政は、銅鑼灣から湾仔の入境事務タワーまで、肖友懷の送還を入境事務に要求するデモ行進を行った。 デモ行進の最後には、黃台仰が粉末殺虫剤をまき、香港人の利益を第一に考え、肖友懷を中国大陸に送還するよう求めた。

### 魚蛋革命
黃台仰が所属する本土民主前線は、2016年2月8日の夜、旺角支援者と連帯し、香港本土の特色を防衛するよう訴えた。しかし、事件は早朝から悪化、警察と一般市民の衝突に発展していった。 事件の最中、黃台仰は拡声器を持ちミニバンの上にいた。
2016年2月11日、黃台仰は「本土民主前線」Facebookアカウントに「香港市民最後の録音」を投稿し、その中で「2016年はより深刻な問題に直面し、街頭で抗議するような問題が発生するが、香港人皆がまだ耐えられること願う。変化されることができると皆が信じるなら、香港は必ず変わるだろう。」と述べた。彼は最後に「寧為玉碎，不作瓦全 (日本語訳: 壊されるなら玉砕した方がいい)」の8個の文字で香港人を鼓舞した。彼は21日正午、天水圍天晴邨にある友人の家で警察に逮捕され、暴動罪1件で正式に起訴された。 裁判官は現金10万元での保釈を認め、同時にパスポートの没収と旺角立入禁止、毎日朝6時からの外出禁止令、週3回の警察署への出頭を要求した。
黃台仰は、2017年11月20日に大埔警察署に出頭し、その後パスポートを提出する予定だったが、予定通り出頭しなかったため、裁判所から指名手配を受けた。 黃台仰が裁判を待たずに保釈されている間、ドイツ関連の活動に参加していたことが報じられた。さらに黃台仰は、2017年12月9日に行われた香港高等法院の予備審問にも出廷しなかった。その後、彼はドイツに亡命し、2018年5月に政治亡命を認められた。

### ダライ・ラマ14世と面会
2016年3月、黃台仰と梁天琦は、十一屆族群青年領袖研習營に参加して講演するためにインドのダラムシャーラーに招待され、その時にダライ・ラマ14世と会うことになった。しかし、黃台仰にはインドのビザが発行されなかったため、梁天琦だけが行くことができた。
2016年9月、黃台仰と梁天琦は第7回チベット連帯組織連絡会議に出席するためにベルギーブリュッセルを訪れ、ダライ・ラマ14世と面会し、亡命中の米国の人権活動家である陳光誠と交流した。

### 不審者による追尾
2016年3月1日午後、黃台仰は本土民主前線の記者会見で、旧正月の初日の夜から、いろいろな人が様々なルートで彼や家族に連絡を取り、威圧や利益誘導によって直接会いたがっているとした。 黃台仰は、これらが「巨大勢力」であるとし、香港人でもなければ広東語も話しておらず、通話記録からして(中国の)いろいろな地方からであるとした。電話の相手は李波事件を引用し「黃台仰を捕まえる」と家族を脅したが家族は脅迫も利益誘導も拒否した。
弁護士に相談し、弁護士は警察へ通報を提案したが、黃台仰と家族は、警察では事件を解決できないと考え、世間に公開することとした。 黃台仰は旺角事件で裁判所から保釈後に、尾行されるようになったと振り返った。 灣仔から九龍城まで、香港警察とは思えない、普段着を着た怪しい人に尾行され、常に監視されているとした。

### ドイツ亡命
2018年5月、黃台仰と李東昇はドイツで難民認定を受けたが、すぐ公開されなかった。 この件が公になったのは、2019年5月21日にニューヨーク・タイムズが報じてからである。
2018年7月17日、社会活動家の中出羊子は、黃台仰がイギリスの研究所の訪問活動をし近隣の観光地も訪れたと述べた。

### 亡命後の会見
2019年6月4日、黃台仰と李東昇は、ドイツに亡命してから初めて公の場に姿を現し、ベルリンのドイツ国会議事堂でドイツ緑の党が主催する天安門事件30周年討論会に出席した。 また、現在、香港特別行政区政府が推進している逃亡犯条例は、香港と中国大陸との間の防火壁を破壊することであるとし、ドイツをはじめとする欧米諸国の政府に対して、法案が可決された場合には、香港との犯罪者引き渡し協定の撤回を検討すべきであるとした。 会談後、黃台仰と李東昇は香港メディアの取材を受け、その中で黃台仰は、中華人民共和国政府が2018年にドイツ政府に難民申請を認めさせないように圧力をかけていたことを認めた 現在は、ゲオルク・アウグスト大学で政治学を専攻している。

### 香港警察による指名手配
2020年7月31日、香港警察は国家分裂を扇動したとして黃台仰を含む海外への亡命者6人を正式に指名手配した。
黃台仰は、2019年5月以降、香港独立を主張しておらず、香港国家安全法が施行されて以降、外国の政治家と香港独立に関する事項を話し合っていないと述べた。 そのため、黃台仰は警察に指名手配されているのは、国家安全法が事後法であると考えている。

## 主な出演メディア
- MyRadio（中国語版）－吾國吾聞（2015年11月17日から2016年9月4日まで）
- Channel i（中国語版）－本土民主前線（2015年12月22日から現在）

## 參見
- 本土派 (香港)
- 本土民主前線
- 梁天琦
- Channel i
- 僕は屈しない

## 参考資料
1. ↑  “黃台仰簡介”. 文匯報. (2017年12月1日)
2. 1 2  “In a Possible First for Hong Kong, Activists Wanted by Police Gain Protection in Germany”. 紐約時報 (2019年5月21日). 2019年5月21日閲覧。
3. ↑  “香港国安法：据报六名海外港人涉嫌煽动分裂、危害国安被港府通缉” (中国語). BBC中文網. (2020年8月1日).  オリジナルの2020年8月26日時点におけるアーカイブ。 2020年8月1日閲覧。
4. ↑  “誰是香港「本土民主前線」？”. BBC中文網 (2016年2月9日). 2016年2月12日時点のオリジナルよりアーカイブ。2016年2月12日閲覧。
5. ↑  “新聞人物：誰是黃台仰？”. BBC中文網 (2016年2月11日). 2016年2月14日時点のオリジナルよりアーカイブ。2016年2月12日閲覧。
6. ↑  “【流亡德國】稱「港獨」立場軟化 黃台仰：捍衞人權最重要”. 蘋果日報 (2019年5月23日). 2021年5月1日閲覧。
7. ↑  “警檢木盾氣槍 拘陳雲弟子 疑關佔領 涉管槍械作非法用途”. 明報. (2014年12月1日)
8. ↑  “號召聲援「四眼哥哥」 旺角警員私家車帶走兩人”. 蘋果日報（香港）. (2014年12月25日)
9. ↑  “黃台仰被指襲警致倒地　網片看被捕過程”. 明報. (2015年9月7日)
10. ↑  “團體遊行至入境事務大樓促遣返肖友懷”. 香港電台. (2015年5月25日)
11. ↑  “【本土特色　勇武悍衛】” (2016年2月8日). 2016年2月13日閲覧。
12. ↑  本土民主前線 (2016年2月10日). “【黃台仰給香港人的最後一段錄音－寧為玉碎，不作瓦全】”. 2021年5月1日閲覧。
13. ↑  黃台仰發出最後錄音：寧為玉碎不作瓦全 東網, 2016-02-11
14. ↑  “被控暴動罪　四周後再訊 黃台仰10萬元保釋　禁足旺角”.   蘋果日報（香港） (2016年2月24日). 2016年2月24日時点のオリジナルよりアーカイブ。2016年2月24日閲覧。
15. ↑  “黃台仰未到警署報到 法院發通緝令”.   明報 (2017年12月2日). 2017年12月2日閲覧。
16. ↑  “黃台仰、李東昇遭通緝　鄧炳強稱按既定程序執行法庭指令”.  香港01 (2017年12月10日). 2017年12月16日閲覧。
17. ↑  “黃台仰將赴印度出席達賴喇嘛活動：「想識下啲真分離分子」”. 本土新聞. (2016年3月22日).  オリジナルの2020年8月25日時点におけるアーカイブ。 2016年3月22日閲覧。
18. ↑  “黃台仰申請印度簽證無故被拒 可能無法出席達賴主辦青年領袖研習營”. 本土新聞. (2016年4月28日).  オリジナルの2017年2月10日時点におけるアーカイブ。 2016年4月28日閲覧。
19. ↑  “印度不發簽證 黃台仰周永康均未能赴印度參加達賴活動”. 本土新聞. (2016年5月2日).  オリジナルの2016年5月4日時点におけるアーカイブ。 2016年5月2日閲覧。
20. ↑  “港獨、藏獨合流？港媒如此觀察…”. 自由時報. (2016年9月19日).  オリジナルの2019年6月23日時点におけるアーカイブ。 2016年9月19日閲覧。
21. ↑  “被控暴動罪　四周後再訊 黃台仰10萬元保釋　禁足旺角”.   立場新聞 (2016年3月1日). 2016年3月2日閲覧。
22. ↑  “潛逃黃台仰再傳行蹤　英國與中出羊子會面”. 東網 2018年7月17日閲覧。
23. ↑  “【柏林直擊】黃台仰：要求釋放梁天琦等政治犯　西方國家應警告港府或因逃犯例撤引渡協定”.   立場新聞 (2019年6月5日). 2019年6月5日閲覧。
24. ↑  楊婉婷 (2020年7月31日). “港區國安法｜消息﹕羅冠聰等6名流亡海外人士 涉違國安法被通緝” (中国語). 香港01.  オリジナルの2020年8月26日時点におけるアーカイブ。 2020年7月31日閲覧。
25. ↑  “回應被警通緝消息　黃台仰：正正揭示行使國安法追溯權”. 香港電台 (2020年8月1日). 2020年8月1日閲覧。